# Katharina Haecker
Katharina Haecker, née le 31 juillet 1992 à Hambourg, est une judokate australienne.

## Palmarès international en judo
| Championnats d'Océanie     | Championnats d'Océanie | Championnats d'Océanie |
| Année                      | Medaille               | Catégorie              |
| -------------------------- | ---------------------- | ---------------------- |
| 2014                       | or                     | –63 kg                 |
| 2015                       | or                     | –63 kg                 |
| 2016                       | or                     | –63 kg                 |
| 2017                       | or                     | –63 kg                 |
| 2018                       | or                     | –63 kg                 |
| Championnats d'Asie        |                        |                        |
| Année                      | Medaille               | Catégorie              |
| 2019                       | bronze                 | –63 kg                 |
| 2021                       | argent                 | –63 kg                 |
| Championnats panaméricains |                        |                        |
| Année                      | Medaille               | Catégorie              |
| 2022                       | or                     | –63 kg                 |